# Rudolf Albrecht (Politiker, 1902)
Rudolf Albrecht (* 14. Februar 1902 in Königshütte O.S., Provinz Schlesien; † 6. Februar 1971) war ein deutscher Politiker (DBD, VdgB, SED), erster Vorsitzender der DBD und Staatssekretär im Ministerium für Handel und Versorgung der DDR.

## Leben
Der Sohn eines Bergmanns arbeitete nach dem Besuch der Volksschule und einer Gartenbauschule nachdem seine Heimatstadt an Polen gefallen war als selbstständiger Landwirt in Brieselang (Landkreis Osthavelland). In der Weimarer Republik war er Mitglied der KPD. Er war als Schlosser und Konstrukteur in Industriebetrieben tätig und war aktiver Gewerkschafter im Deutschen Metallarbeiter-Verband. In der Zeit des Nationalsozialismus wurde er wegen seiner politischen Überzeugung verfolgt und 1935 im Konzentrationslager Buchenwald inhaftiert. 
Nach dem Zweiten Weltkrieg wurde er erneut Mitglied der KPD und leitete 1945/46 die KPD-Ortsgruppe in Bredow (Osthavelland). Er war zugleich Vorsitzender der Kreisbodenkommission Osthavelland sowie Vorsitzender zunächst des Ortsausschusses Bredow, dann des Kreisausschusses Osthavelland der Vereinigung der gegenseitigen Bauernhilfe (VdgB). 1946 wurde er nach der Zwangsvereinigung von SPD und KPD Mitglied der SED. Bei den Landtagswahlen in der SBZ 1946 wurde Albrecht in den Landtag Brandenburg gewählt, wo er Fraktionsvorsitzender der VdgB wurde. Von Juni 1947 bis 1949 war er Landesvorsitzender der VdgB in Brandenburg, ab November 1947 gehörte er als geschäftsführendes Mitglied auch dem Hauptausschuss der VdgB an.
Im Mai 1948 wurde er erster Vorsitzender der neu gegründeten Demokratischen Bauernpartei Deutschlands (DBD) in Brandenburg. Im Jahr 1951 wurde er abgelöst. Von 1948 bis 1952 war er Mitglied des Parteivorstandes und des Sekretariats der DBD. Bei den Landtagswahlen 1950 wurde er für die DBD erneut ins Landesparlament gewählt und fungierte dort als DBD-Fraktionsvorsitzender. Auf Zonenebene war er von Mai 1948 bis Oktober 1949 stellvertretender Parteivorsitzender der DBD. 
1948/1949 war er Mitglied des Deutschen Volksrates und anschließend von 1949 bis 1954 Mitglied der Provisorischen Volkskammer bzw. der Volkskammer. Er war Mitglied des Haushalts- und Finanzausschusses der Volkskammer.

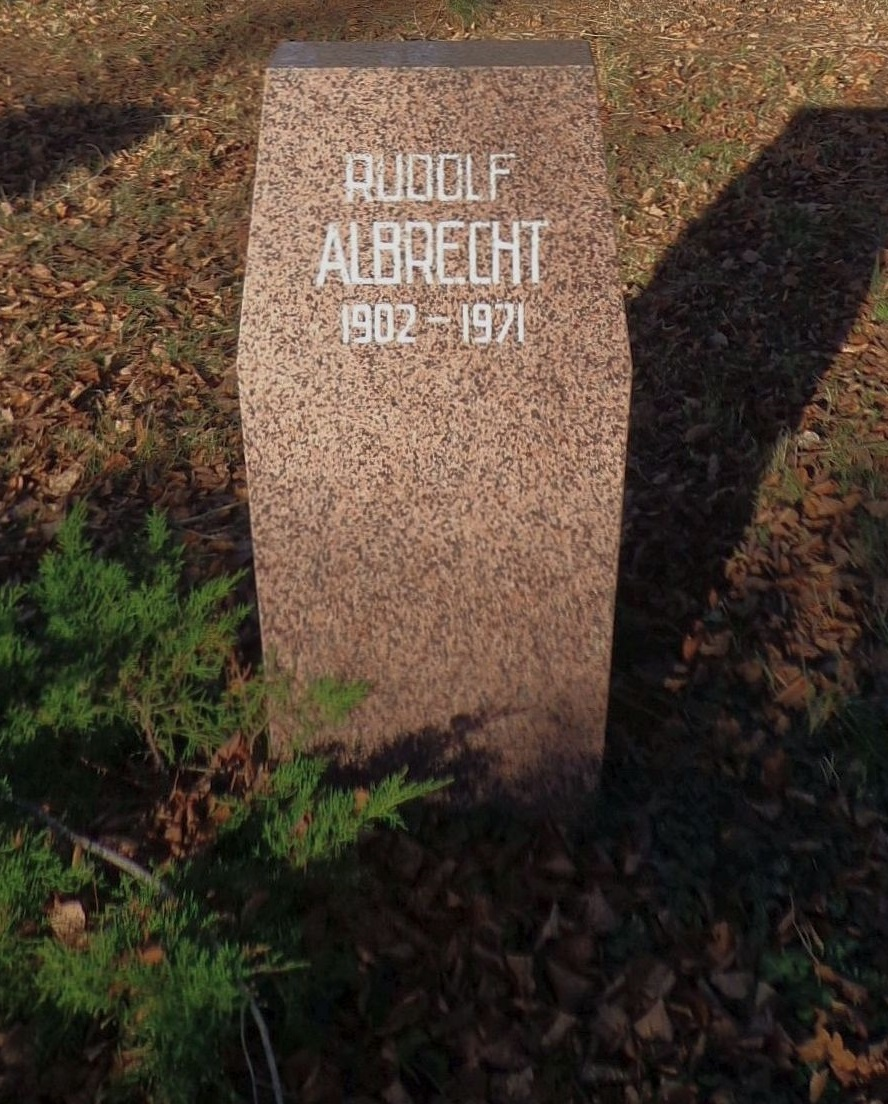
Grabstätte

Ab 1949 war Albrecht Leiter der Hauptabteilung „Personal und Schulung“ im brandenburgischen Innenministerium. Von Oktober 1949 bis November 1950 war er Staatssekretär im Ministerium für Handel und Versorgung der DDR. Am 15. November 1950 wurde er zum Staatssekretär des Staatssekretariats mit eigenem Geschäftsbereich für die Nahrungs- und Genussmittelindustrie ernannt. Im Dezember 1952 fiel er einer „Säuberung“ zum Opfer und wurde auf Beschluss des Präsidiums des Ministerrates seines Amtes als Staatssekretär enthoben, behielt aber sein Volkskammermandat. 1953 wurde Albrecht rehabilitiert und erneut Mitglied der SED. Ab 1954 arbeitete er im Auftrag des Ministeriums für Maschinenbau der DDR als Regierungsbevollmächtigter und technischer Sachverständiger für den Aufbau von Schwermaschinenanlagen im Ausland. Infolge einer schweren Erkrankung trat Albrecht 1960 in den Ruhestand.
Albrecht starb kurz vor seinem 69. Geburtstag durch einen Unfall. Seine Urne wurde in der Grabanlage Pergolenweg des Berliner Zentralfriedhofs Friedrichsfelde beigesetzt.

## Auszeichnungen
- 1967 Vaterländischer Verdienstorden in Silber